# Геворгян, Жирайр Володяевич
Жира́йр Володяевич Геворгя́н (арм. Ժիրայր Վոլոդյայի Գևորգյան, 14 января 1956, село Заринджа, Талинский район, Армянская ССР, СССР) — депутат парламента Армении.
- 1979—1984 — Армянский сельскохозяйственный институт. Сельхозник.
- 1975—1977 — служил в советской армии.
- 1977—1983 — рабочий на колхозном хозяйстве села Заринджа.
- 1983—1986 — руководитель фермы молочной продукции, а с 1986—1988 — главный сельхозник.
- 1988—1990 — инструктор Талинского райсовета КПА, председатель партийной комиссии.
- 1991—1993 — председатель сельского совета села Заринджа.
- 1993—1994 — заместитель директора винного завода Артенир.
- 1994—1996 — председатель райисполкома Талинского райсовета.
- 1996—1998 — генеральный директор «Арагаци перлит».
- 1995—1999 — был депутатом парламента. Член постоянной комиссии по вопросам здравоохранения, социальным и охраны природы. Член депутатской группы «Реформы».
- 1999—2003 — вновь депутат парламента. Член постоянной комиссии по вопросам здравоохранения, социальным и охраны природы. Член «РПА».